# جوزيف غينارو
جوزيف غينارو (بالإنجليزية: Joseph Genaro)‏ هو فنان أمريكي، ولد في 15 أكتوبر 1962 في Wagontown, Pennsylvania ‏ في الولايات المتحدة.

## وصلات خارجية
- الموقع الرسمي
- جوزيف غينارو على موقع ميوزك برينز (الإنجليزية)